# Komet LINEAR 38
Komet LINEAR 38 ali 219P/LINEAR je periodični komet z obhodno dobo okoli 7,0 let.

 Komet pripada Jupitrovi družini kometov .

## Odkritje
Komet so odkrili 29. aprila 2003 v programu LINEAR (Lincoln Near-Earth Asteroid Research).